# Mile Škorić
Mile Škorić (Vinkovci, 19 giugno 1991) è un calciatore croato, difensore o centrocampista del Rijeka.

## Caratteristiche tecniche
Nella prima fase della sua carriera ha ricoperto il ruolo di centrocampista per poi nel 2013 venir spostato in difesa dall'allora allenatore dell'Osijek Tomislav Steinbrückner. Difensore centrale molto abile nel gioco aereo, è inoltre dotato di un'ottima lettura del gioco.

## Carriera

### Club
Muove i primi passi nel Cibalia per poi trasferirsi nel 2006 tra le file dell'Osijek. Con i Bijelo-Plavi esordisce il 22 aprile 2008 a 17 anni ancora non compiuti nella trasferta contro il Zara.
Nell'estate 2018, con la cessione di Borna Barišić nei Rangers, scala nelle gerarchie diventando il capitano dei Bijelo-Plavi.

### Nazionale
Esordisce con i Vatreni nell'amichevole contro il Messico, entrato in campo da titolare ottiene la prima ammonizione al 64' e l'espulsione per doppia ammonizione al 77' minuto. Il 17 giugno 2020 a Spalato sfoggia una brillante prestazione nella partita di Nations League persa per 3 a 2 contro il Portogallo. 
Il 1º giugno 2021 viene convocato dal CT Zlatko Dalić per il Campionato europeo 2020.

## Statistiche

### Presenze e reti nei club
Statistiche aggiornate al 1º giugno 2021.
| Stagione         | Squadra          | Campionato       | Campionato | Campionato | Coppe nazionali | Coppe nazionali | Coppe nazionali | Coppe continentali | Coppe continentali | Coppe continentali | Altre coppe | Altre coppe | Altre coppe | Totale | Totale |
| Stagione         | Squadra          | Comp             | Pres       | Reti       | Comp            | Pres            | Reti            | Comp               | Pres               | Reti               | Comp        | Pres        | Reti        | Pres   | Reti   |
| ---------------- | ---------------- | ---------------- | ---------- | ---------- | --------------- | --------------- | --------------- | ------------------ | ------------------ | ------------------ | ----------- | ----------- | ----------- | ------ | ------ |
| 2007-2008        | Osijek           | 1. HNL           | 1          | 0          | CC              | -               | -               | -                  | -                  | -                  | -           | -           | -           | 1      | 0      |
| 2008-2009        | Osijek           | 1. HNL           | 9          | 0          | CC              | 1               | 0               | -                  | -                  | -                  | -           | -           | -           | 10     | 0      |
| 2009-2010        | Osijek           | 1. HNL           | 12         | 0          | CC              | 1               | 0               | -                  | -                  | -                  | -           | -           | -           | 13     | 0      |
| 2010-2011        | Osijek           | 1. HNL           | 5          | 1          | CC              | 1               | 0               | -                  | -                  | -                  | -           | -           | -           | 6      | 1      |
| 2011-gen. 2012   | HNK Gorica       | 2. HNL           | 11         | 0          | -               | -               | -               | -                  | -                  | -                  | -           | -           | -           | 11     | 0      |
| gen.-giu. 2012   | HAŠK 1903        | 2. HNL           | 12         | 1          | CC              | -               | -               | -                  | -                  | -                  | -           | -           | -           | 12     | 1      |
| 2012-2013        | HAŠK 1903        | 2. HNL           | 25         | 6          | -               | -               | -               | -                  | -                  | -                  | -           | -           | -           | 25     | 6      |
| Totale HAŠK 1903 | Totale HAŠK 1903 | Totale HAŠK 1903 | 37         | 7          |                 | -               | -               |                    | -                  | -                  |             | -           | -           | 37     | 7      |
| 2013-2014        | Osijek           | 1. HNL           | 23         | 3          | CC              | 1               | 0               | -                  | -                  | -                  | -           | -           | -           | 24     | 3      |
| 2014-2015        | Osijek           | 1. HNL           | 31         | 4          | CC              | 1               | 0               | -                  | -                  | -                  | -           | -           | -           | 32     | 4      |
| 2015-2016        | Osijek           | 1. HNL           | 23         | 2          | CC              | 3               | 0               | -                  | -                  | -                  | -           | -           | -           | 26     | 2      |
| 2016-2017        | Osijek           | 1. HNL           | 22         | 0          | CC              | 3               | 0               | -                  | -                  | -                  | -           | -           | -           | 25     | 0      |
| 2017-2018        | Osijek           | 1. HNL           | 31         | 1          | CC              | 3               | 0               | UEL                | 8                  | 0                  | -           | -           | -           | 42     | 1      |
| 2018-2019        | Osijek           | 1.HNL            | 34         | 3          | CC              | 2               | 0               | UEL                | 3                  | 0                  | -           | -           | -           | 39     | 3      |
| 2019-2020        | Osijek           | 1.HNL            | 31         | 1          | CC              | 4               | 1               | UEL                | 2                  | 0                  | -           | -           | -           | 37     | 2      |
| 2020-2021        | Osijek           | 1.HNL            | 30         | 1          | CC              | 2               | 1               | UEL                | 1                  | 0                  | -           | -           | -           | 33     | 2      |
| Totale Osijek    | Totale Osijek    | Totale Osijek    | 252        | 16         |                 | 22              | 2               |                    | 14                 | 0                  |             | -           | -           | 288    | 18     |
| Totale carriera  | Totale carriera  | Totale carriera  | 300        | 23         |                 | 22              | 2               |                    | 14                 | 0                  |             | -           | -           | 336    | 25     |

### Cronologia presenze e reti in nazionale
| Cronologia completa delle presenze e delle reti in nazionale ― Croazia | Cronologia completa delle presenze e delle reti in nazionale ― Croazia | Cronologia completa delle presenze e delle reti in nazionale ― Croazia | Cronologia completa delle presenze e delle reti in nazionale ― Croazia | Cronologia completa delle presenze e delle reti in nazionale ― Croazia | Cronologia completa delle presenze e delle reti in nazionale ― Croazia | Cronologia completa delle presenze e delle reti in nazionale ― Croazia | Cronologia completa delle presenze e delle reti in nazionale ― Croazia |
| Data                                                                   | Città                                                                  | In casa                                                                | Risultato                                                              | Ospiti                                                                 | Competizione                                                           | Reti                                                                   | Note                                                                   |
| ---------------------------------------------------------------------- | ---------------------------------------------------------------------- | ---------------------------------------------------------------------- | ---------------------------------------------------------------------- | ---------------------------------------------------------------------- | ---------------------------------------------------------------------- | ---------------------------------------------------------------------- | ---------------------------------------------------------------------- |
| 28-5-2017                                                              | Los Angeles                                                            | Messico                                                                | 1 – 2                                                                  | Croazia                                                                | Amichevole                                                             | -                                                                      | 64’, 77’                                                               |
| 8-6-2019                                                               | Osijek                                                                 | Croazia                                                                | 2 – 1                                                                  | Galles                                                                 | Qual. Euro 2020                                                        | -                                                                      | 90+3’                                                                  |
| 19-11-2019                                                             | Pola                                                                   | Croazia                                                                | 2 – 1                                                                  | Georgia                                                                | Amichevole                                                             | -                                                                      |                                                                        |
| 17-11-2020                                                             | Spalato                                                                | Croazia                                                                | 2 – 3                                                                  | Portogallo                                                             | UEFA Nations League 2020-2021 - 1º turno                               | -                                                                      |                                                                        |
| 1-6-2021                                                               | Velika Gorica                                                          | Croazia                                                                | 1 – 1                                                                  | Armenia                                                                | Amichevole                                                             | -                                                                      | 46’                                                                    |
| 1-9-2021                                                               | Mosca                                                                  | Russia                                                                 | 0 – 0                                                                  | Croazia                                                                | Qual. Mondiali 2022                                                    | -                                                                      | 84’                                                                    |
| 29-3-2022                                                              | Al Rayyan                                                              | Croazia                                                                | 2 – 1                                                                  | Bulgaria                                                               | Amichevole                                                             | -                                                                      | 27’                                                                    |
| Totale                                                                 |                                                                        | Presenze                                                               | 7                                                                      |                                                                        | Reti                                                                   | 0                                                                      |                                                                        |

## Palmarès
- Campionato croato: 1

Rijeka: 2024-2025